# Cantó de Garches
El cantó de Garches és un antic cantó francès del departament dels Alts del Sena, que estava situat al districte de Nanterre. Comptava amb 2 municipis i el cap és Garches.
Al 2015 va desaparèixer i el seu territori es va repartir entre el cantó de Rueil-Malmaison i el cantó de Saint-Cloud.

## Municipis
- Garches
- Rueil-Malmaison (part)

## Història
| Data d'elecció                           | Identitat       | Partit           | Qualitat |
| ---------------------------------------- | --------------- | ---------------- | -------- |
| 1967-1988                                | Jacques Baumel  | UDF, després RPR |          |
| 1988-2007                                | Jacques Gautier | RPR, després UMP |          |
| 2007-                                    | Yves Menel      | UMP              |          |
| les dades anteriors no són pas conegudes |                 |                  |          |
|                                          |                 |                  |          |

## Demografia
| A partir de 1990: Població sense dobles comptes |